# Billy Kelleher

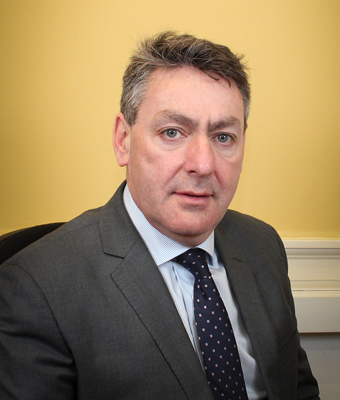
Billy Kelleher

Billy Kelleher (irisch Liam Ó Céilleachair, * 20. Januar 1968 in Cork) ist ein irischer Politiker (Fianna Fáil) und seit 2019 Mitglied des Europäischen Parlamentes.

## Leben
Kelleher besuchte die Upper Glanmire National School sowie danach das Sacred Heart College in Carrignavar, County Cork. Im Anschluss besuchte er das Pallaskenry Agricultural College im County Limerick. Kelleher wurde nun als Landwirt tätig.
1992 kandidierte er erstmals für die Fianna Fáil bei Wahlen zum Dáil Éireann. Es gelang ihm jedoch nicht ein Mandat zu erringen. 1993 erfolgte seine Ernennung zum Senator im 20. Seanad Éireann durch Taoiseach Albert Reynolds. Bei den nächsten Wahlen zum Dáil Éireann 1997 konnte Kelleher diesmal im Wahlkreis Cork North Central einen Sitz gewinnen. Er schied damit aus dem Seanad Éireann aus. In den Jahren 2002 und 2007 gelang es ihm seinen Sitz im Dáil jeweils zu verteidigen. Als Abgeordneter bekleidete er mehrmals den Posten eines Staatsministers. So war er von Juni 2007 bis April 2009 Minister of State for Labour Affairs und von April 2009 bis März 2011 Minister of State for Trade and Development. 
Kelleher ist verheiratet und hat drei Kinder.